# Hybo
Hybo est une localité de 241 habitants située dans la commune de Ljusdal dans le comté de Gävleborg, en Suède.
On y trouve notamment la gare d'Hybo, qui dispose d'un bâtiment principale historique protégé (Byggnadsminne).